# Filipinas Orient Airways

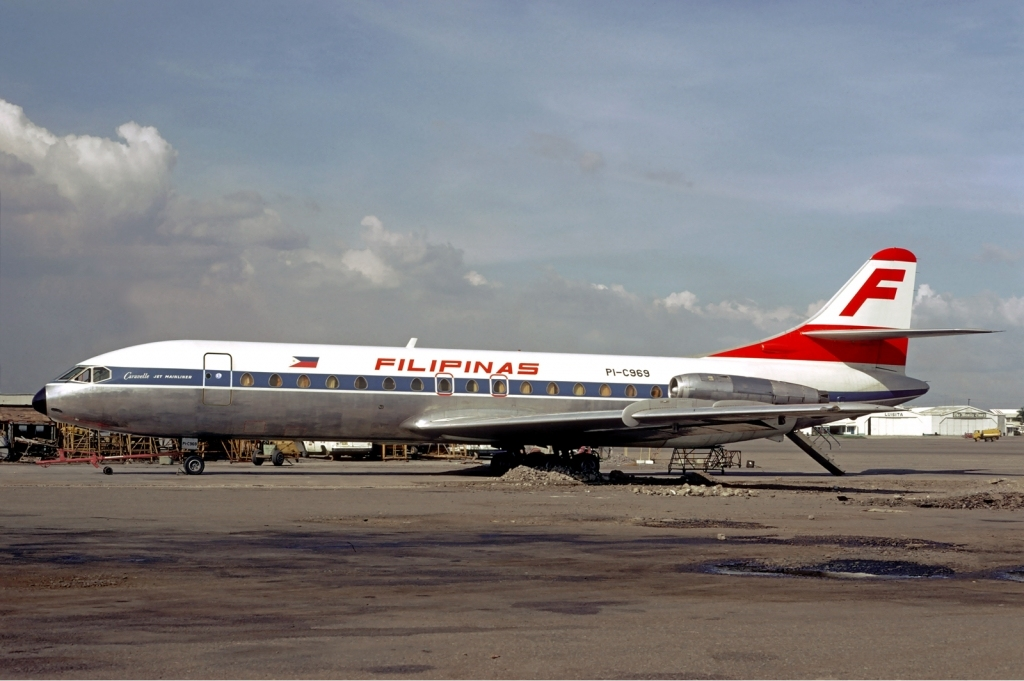
Une Caravelle VI-N aux couleurs de FAO.

Filipinas Orient Airways est une ancienne compagnie aérienne philippine, fondée en 1964 par les Karam, une famille de réfugiés libanais. Sa plate-forme de correspondance était l'Aéroport international Ninoy-Aquino de Manille.
À ses débuts, la compagnie assure des vols intérieurs dans l'archipel, en utilisant des Douglas DC-3. Elle possède ensuite des Sud-Aviation SE 210 Caravelle, des Nord-Aviation N262 puis des NAMC YS-11. Elle est absorbée par Philippine Airlines en 1972